# Rudolph Albert Peters

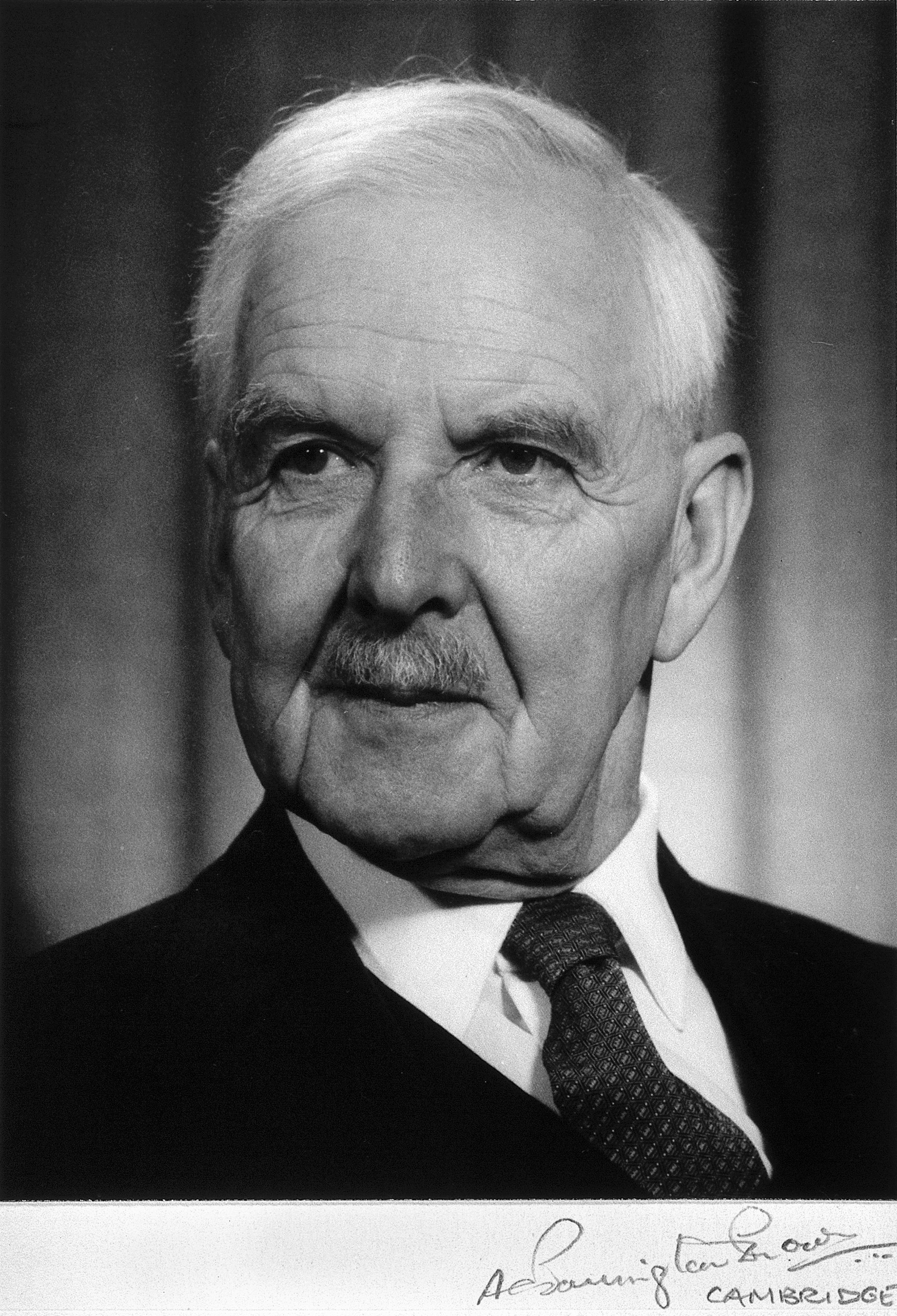
Rudolph Peters

Rudolph Albert Peters (* 13. April 1889 in Kensington, London; † 29. Januar 1982 in Cambridge) war ein britischer Biochemiker und Mediziner.

## Leben und Wirken
Peters war der Sohn eines Arztes, sein Großvater kam aus Dänemark. Er besuchte das Wellington College in Berkshire und studierte ein Jahr am King’s College London, während er auf seine Zulassung in Cambridge wartete, und ab 1908 an der Universität Cambridge (Gonville and Caius College) mit Bestnoten bei den Tripos in Naturwissenschaften 1910 und mit dem M.A. und einer Fellowship des Gonville und Caius College 1914.
Er forschte in Cambridge in Physiologie. Bei Ausbruch des Ersten Weltkriegs schloss er seine medizinische Ausbildung am St. Bartholomew’s Hospital in London mit dem M.B. und B. Chir. 1915 ab (seinen M.D. erhielt er erst 1919) und war beim Royal Army Medical Corps. Im Ersten Weltkrieg war er zunächst Militärarzt und ab 1917 in der chemischen Kampfführung in der Forschungsstelle in Porton Down (1916 gegründet) und erhielt für seinen Einsatz als Militärarzt in Frankreich 1917 das Military Cross. Ab 1918 war er wieder Cambridge, forschte über Zellbiologie und war ab 1923 Whitley Professor für Biochemie in Oxford. Damals waren die Möglichkeiten für Forschung in Biochemie sehr eingeschränkt, er konnte aber mit einem Rockefeller-Stipendium 1926 ein neues Labor beziehen. 1954 wurde er emeritiert und baute eine biochemische Forschungseinheit am Institut für Tierphysiologie des Agricultural Research Council in Babraham auf. 1959 ging er dort in den Ruhestand, forschte aber weiter auf Einladung von Frank Young in der Abteilung Biochemie in Cambridge.
Bekannt wurde er für Forschung zu Vitamin B1 (dessen Mangel Beriberi verursacht) in den 1930er Jahren. Ihm gelang die Herstellung größerer Mengen in konzentrierter Reinstform und er wies nach, dass es als Co-Enzym bei der oxidativen Beseitigung von Pyruvat diente. Ohne B1 sammelt sich Pyruvat im Gewebe an. Das war das erste Mal, dass die genaue Funktionsweise eines Vitamins (und der Folgen eines Vitaminmangels) auf molekularer Ebene aufgeklärt wurde.
Ab 1930 war er außerdem aktiv in den britischen Komitees für Nahrungsergänzungsstoffe.
Im Zweiten Weltkrieg entwickelte er in Oxford ein Gegenmittel gegen den arsenhaltigen chemischen Kampfstoff Lewisit (British Anti-Lewisite, BAL), der von den Briten im Ersten Weltkrieg entwickelt worden war. Später befasste er sich mit dem Stoffwechsel von Pyruvaten und der Toxizität von Fluoracetat (dem Giftstoff der südafrikanischen Pflanze Dichapetalum cymosum). Die Tatsache, dass Fluorcitrat, in das Fluoracetat im Körper umgewandelt wird (und den Zitratstoffwechsel blockiert), sehr viel toxischer ist, das also Metabolite giftiger sein können als die ursprünglichen Stoffe, nannte er letale Synthese im Gegensatz zur schützenden Synthese bei vielen Entgiftungsprozessen.
Er wurde 1935 Fellow der Royal Society, deren Royal Medal er 1949 erhielt. 1951 hielt er die Croonian Lecture (Lethal Synthesis). Die Königliche Akademie von Belgien nahm ihn 1948 als assoziiertes Mitglied und die Königlich Niederländische Akademie der Wissenschaften (KNAW) 1950 als auswärtiges Mitglied auf. Im selben Jahr wurde er Mitglied der American Academy of Arts and Sciences. 1957 wurde er Ehren-Mitglied der Royal Society of Edinburgh, erhielt 1940 den Cameron Prize der Universität Edinburgh für Pharmazie und wurde 1952 geadelt.  Er war Honorary Fellow des Gonville and Caius College in Cambridge und des Trinity College in Oxford. Von 1958 bis 1961 war er Präsident des International Council for Scientific Unions.
1917 heiratete er Frances Vérel, mit der er zwei Söhne hatte.